# オスティアリーズ
株式会社オスティアリーズは、東京都新宿区に本社を置く、電話番号情報を活用した二要素認証を提供する企業。

## 概要
インターネット取引の本人認証において、従来のIDとパスワードに加え電話回線を経由する着信認証システムの特許を取得しており、
プレイガイドや通信事業者、ポイント管理業者、生活インフラ企業、金融業など、主に会員組織を有するサービスで利用されている。
設立の4月24日は、代表の出身地である鹿児島県志布志市にちなんで、4月24日に設立しています。